# Toyo Kogyo Soccer Club 1969
Questa voce raccoglie le informazioni riguardanti il Toyo Kogyo Soccer Club nelle competizioni ufficiali della stagione 1969.

## Stagione
Il Toyo Kogyo iniziò la stagione con la partecipazione al Campionato d'Asia per club, a cui ebbe diritto grazie alla vittoria del titolo nazionale nella stagione precedente: sconfitta in avvio di torneo dai futuri campioni del Maccabi Tel Aviv, la squadra si riprese fino a giungere al primo posto nel girone (a pari merito con gli israeliani) accedendo alle semifinali, dove fu sconfitto dai campioni sudcoreani dello Yangzee. Nella finale per il terzo posto il Toyo Kogyo riuscì infine a sconfiggere i campioni indiani del Mysore State.
In campionato la squadra accusò una falsa partenza che le impedì di difendere il titolo di campione del Giappone: ciononostante il Toyo Kogyo riuscì a portare un ulteriore trofeo nella propria bacheca vincendo la loro terza Coppa dell'Imperatore sconfiggendo in finale gli studenti dell'università di Rikkyō.

## Rosa
| N. |                     | Ruolo | Calciatore        |
| -- | ------------------- | ----- | ----------------- |
| 1  | Giappone (bandiera) | P     | Kōji Funamoto     |
| 2  | Giappone (bandiera) | D     | Yosuke Niwa       |
| 3  | Giappone (bandiera) | D     | Hiroyuki Kuwahara |
| 5  | Giappone (bandiera) | D     | Takeshi Ōno       |
| 6  | Giappone (bandiera) | C     | Teruo Nimura      |
| 7  | Giappone (bandiera) | A     | Ryuzo Okamitsu    |
| 8  | Giappone (bandiera) | A     | Yasuyuki Kuwahara |
| 9  | Giappone (bandiera) | C     | Aritatsu Ogi      |
| 10 | Giappone (bandiera) | A     | Takayuki Kuwata   |
| 11 | Giappone (bandiera) | A     | Ikuo Matsumoto    |

| N. |                     | Ruolo | Calciatore         |
| -- | ------------------- | ----- | ------------------ |
| 12 | Giappone (bandiera) | D     | Hiromi Tanimura    |
| 15 | Giappone (bandiera) | D     | Hiroshi Yoshida    |
| 20 | Giappone (bandiera) | C     | Haruo Oshima       |
|    | Giappone (bandiera) | D     | Junji Kawano       |
|    | Giappone (bandiera) | D     | Hideo Ohara        |
|    | Giappone (bandiera) | D     | Tsuyoshi Kunieda   |
|    | Giappone (bandiera) | D     | Kazuhiko Saeki     |
|    | Giappone (bandiera) | D     | Tsuyoshi Kotaki    |
|    | Giappone (bandiera) | A     | Kunishige Tanimoto |

## Risultati

### Japan Soccer League
| Bangkok 15 gennaio 1969 | Maccabi Tel Aviv | 3 – 2 | Toyo Kogyo |  |

| Bangkok 17 gennaio 1969 | Toyo Kogyo | 1 – 0 | Persepolis |  |

| Bangkok 21 gennaio 1969 | Toyo Kogyo | 1 – 0 | Kowloon Motor Bus |  |

| Bangkok 24 gennaio 1969 | Toyo Kogyo | 2 – 0 | Perak |  |

| Bangkok 28 gennaio 1969 | Yangzee | 2 – 0 | Toyo Kogyo |  |

| Bangkok 30 gennaio 1969 | Toyo Kogyo | 2 – 0 | Mysore State |  |

## Statistiche

### Statistiche di squadra
| Competizione               | Punti | Totale | Totale | Totale | Totale | Totale | Totale | DR  |
| Competizione               | Punti | G      | V      | N      | P      | Gf     | Gs     | DR  |
| -------------------------- | ----- | ------ | ------ | ------ | ------ | ------ | ------ | --- |
| Japan Soccer League        | 21    | 14     | 10     | 1      | 3      | 31     | 10     | +21 |
| Coppa dell'Imperatore      | -     | 3      | 3      | 0      | 0      | 11     | 2      | +9  |
| Campionato d'Asia per club | -     | 6      | 4      | 0      | 2      | 8      | 5      | +3  |
| Totale                     | -     | 23     | 17     | 1      | 5      | 50     | 17     | +33 |